# Sulh
Le sulh, ou encore solh (ṢLḤ - arabe : صلح) est un terme arabe qui signifie la paix en tant qu'opposé à l'état de guerre. C'est la même racine qui donne le terme musalaha, qui veut dire réconciliation. En droit islamique, il signifie un accord amiable.

## Signification
En arabe coranique, sulh est un terme utilisé pour désigner un accord ou arrangement sur un conflit portant sur la propriété de quelque chose. Il conserve ce sens dans le vocabulaire du droit. En droit coutumier des bédouin, il peut signifier le règlement d'une dispute entre deux familles, par exemple à travers le paiement d'un diya. Enfin, en arabe moderne, c'est le terme qui désigne les traités, comme le sulh Versailles (traité de Versailles).
D'une manière générale, le terme reflète d'idée d'une résolution de conflit par la négociation.
Un point particulièrement important est que cette forme d'accord lie les deux groupes sociaux concernés, non simplement les individus qui l'établissent.
Le sulh permet d'échapper à la succession de vendetta réciproques.

## Pratique
Le sulh, dans le sens d'une médiation sur un conflit, reste courant dans les régions rurales, où le système de justice gouvernementale a peu de pouvoir. Il peut être encouragé comme une modalité des systèmes de justice fondés sur l'islam et la coutume.
Les deux parties choisissent des personnes respectées comme médiateurs du conflit, une trêve (hudna) est proclamée, un accord est trouvé de manière à ne pas compromettre l'honneur et le prestige des deux parties, et une cérémonie publique marque la conclusion de l'accord.

## Sulhdans la pensée politique islamique
Aux premiers temps du califat, le sulh, dans le sens de « traité » ou d'« armistice », signifie typiquement qu'une région signe un accord de reddition à l'autorité islamique.
De la même manière, lors de l'effondrement de l'Empire ottoman, il marque un accord d'autonomie relative sans aller jusqu'à l'indépendance. Il signifie typiquement qu'un territoire est gouverné et administré par sa propre structure politique autochtone, mais reconnaît l'autorité de l'empire musulman par le versement d'un tribut.
Dans ce contexte, Dar al-Sulh est un territoire non-musulman qui a conclu un armistice avec les musulmans, et a accepté de protéger les musulmans et leurs clients et intérêts à l'intérieur de ses frontières. Ceci implique souvent une situation de région tributaire, toutefois les écrits modernes incluent également des pays simplement alliés dans le Dar al-Sulh.
Cette catégorie n'est cependant pas reconnue par tous les juristes musulmans ; et du fait de l'évolution historique, ces concepts n'ont plus d'utilité de nos jours.

## Trêve et guerre sainte
Dans la vision islamique du monde, la région qualifiée de Dar al-'Ahd (arabe : دار العهد, maison de la paix) ou Dar al-Sulh (maison du traité) ou encore Dar al Hudna (maison du calme) est considéré comme un état intermédiaire entre le Dar al-Islam (arabe : دار الإسلام, maison de la soumission; ou Dar as-Salam, maison de la paix) et le Dar al-Harb (arabe : دار الحرب, maison de la guerre).
Dans le Dictionnaire du Coran (Laffont, 2007), Marie-Thérèse Urvoy traite des notions de guerre et de paix selon la charia.
Selon elle, suivant les anciens ouvrages traitant de la charia, un territoire régi par les lois de l'islam peut repousser l'échéance d'une guerre avec un territoire voisin non islamisé pour une période de 10 ans. Elle explique que cette notion est fondée charaïquement sur base de la convention de Houdaibiya, et note que la durée est dite plusieurs fois renouvelable. Elle précise : « Il s'agit de la notion de sulh, de la racine arabe : ص ل ح, donnant l'idée de paix et de réconciliation. Cette période sera appelée muwâda'a (relations sans heurts) » (p. 376).